# Гідрогеологія Марокко
Гідрогеологія Марокко. 
Осн. водоносні комплекси на тер. М. в межах гірських масивів пов'язані із закарстованими і тріщинуватими вапняками та доломітом кембрію в Антиатласі, юри і крейди у Високому і Середньому Атласі і Ер-Рифі, а також з ґраувакками і пісковиками тріасу у Високому Атласі. Водоносні комплекси відрізняються високим водовмістом, підземний стік в сер. становить 35 м³/с, модуль підземного стоку бл. 2,5 л/с км² (макс. – 12 л/с км²). Витрати великих карстових джерел 0,1-2,0 м³/с, окр. свердловин до 0,1 м³/с. 
Ресурси підземних вод в гірських р-нах значні (бл. 30-60 млн м³/рік в зах. частині Високого Атласу). Води прісні або слабосолонуваті (0,4-1,5 г/л), склад НСО3– – SO42– – Ca2+ –Mg2+. 
У міжгірських улоговинах і на приморських рівнинах осн. водоносні горизонти пов'язані з алювіальними пісками і галечниками. 
Підземний стік на узбережжі океану і в долині ниж. течії р. Дра бл. 20 м³/с. Дебіти колодязів і свердловин в сер. 0,5-1,0, рідше 5-7 л/с. Ресурси значні (наприклад, для горизонту алювію і вапняків неогену в долині Суса 362,7 млрд м³/рік, в р-ні Агадіра 12,6 млрд м³/рік). Мінералізація вод до 2 г/л, склад НСО3– – Ca2+, SO42– – НСО3– – Mg2+ – Ca2+. На півдні країни в р-нах аридного клімату мінералізація до 5-15 г/л, склад вод Cl– – Na+.